# 관청 후이족구

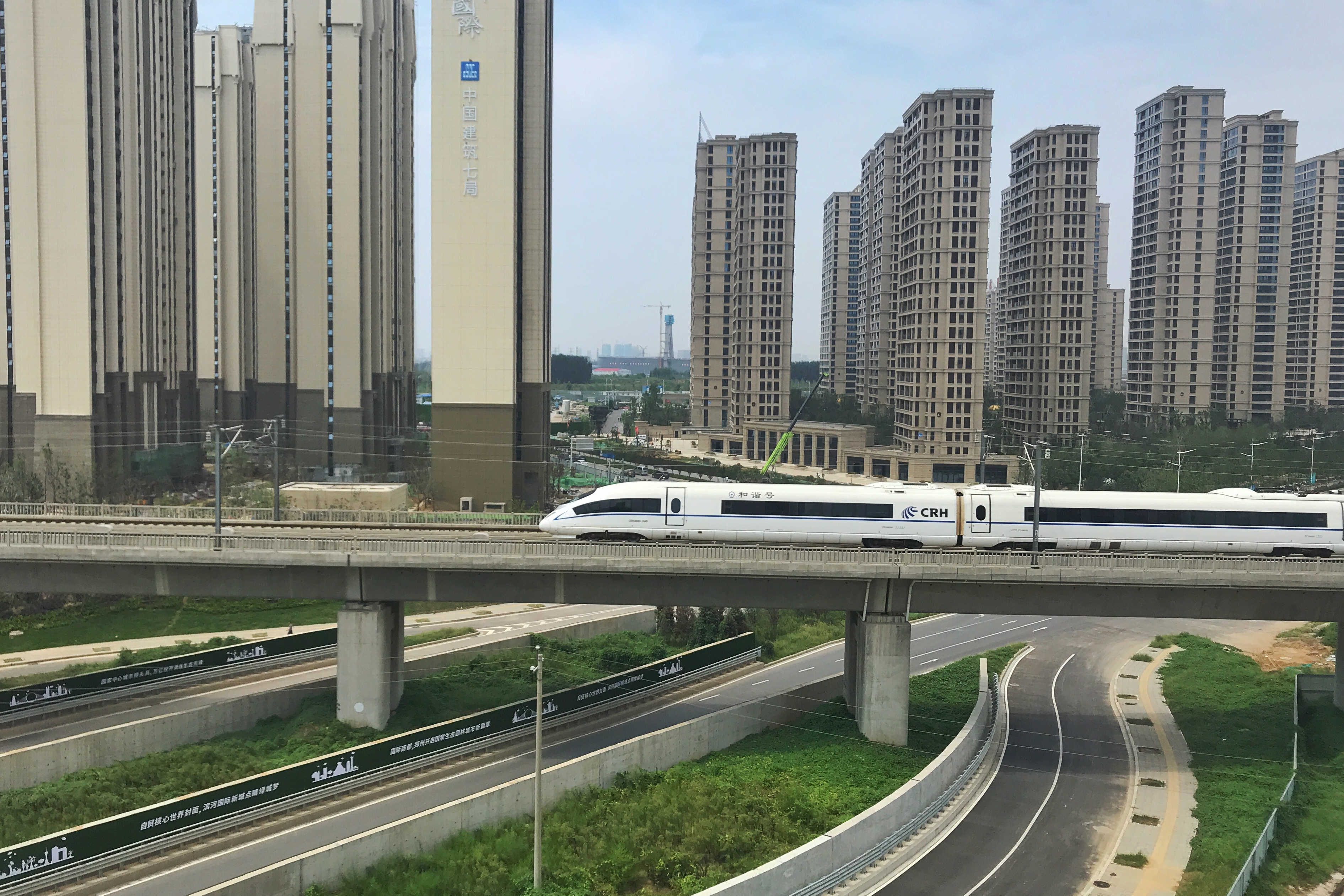

관청 후이족구(한국어: 관성회족구, 중국어: 管城回族区, 병음: Guǎnchéng Huízú Qū)는 중화인민공화국 허난성 정저우 시의 현급 행정 구역이다. 넓이는 204km2이고, 인구는 2007년 기준으로 370,000명이다.

## 행정 구역
9개 가도, 1개 진, 2개 향을 관할한다.
- 가도: 西大街街道, 南关街道, 城东路街道, 东大街街道, 二里岗街道, 陇海路街道, 紫荆山南路街道, 航海东路街道.
- 진: 十八里河镇.
- 향:南曹乡, 圃田乡.